# Бабенко, Иван Андреевич (директор)
Ива́н Андре́евич Бабе́нко (1905 — ?) — украинский советский деятель, новатор сельскохозяйственного производства, директор совхоза имени XVIII партсъезда Сталинской (Донецкой) области. Депутат Верховного Совета УССР 4-го созыва (с 1957 года). Герой Социалистического Труда (1949).

## Биография
Родился в 1905 году на территории современной Кировоградской области. В послевоенное время — директор совхоза имени XVIII партсъезда (с 1992 года — опытное хозяйство «Приазовье» Донецкого института агропромышленного производства) Тельмановского района с центральной усадьбой в селе Новосёловка Тельмановского района (сегодня — Волновахский район). Член ВКП(б). В 1948 году обеспечил получение в совхозе в среднем с каждого гектара по 32,3 центнера пшеницы на площади 313 гектаров.
Указом Президиума Верховного Совета СССР от 14 мая 1949 года удостоен звания Героя Социалистического Труда за «получение высоких урожаев пшеницы в 1948 году» с вручением ордена Ленина и золотой медали «Серп и Молот» (№ 3604).
Этим же указом званием Героя Социалистического Труда были награждены старший агроном Борис Михайлович Черепов, управляющий отделением Иван Леонтьевич Мирошниченко, звеньевая Елена Иосифовна Рудницкая, старший механик Клим Власович Харчук и механик отделения Илья Дмитриевич Саввахай.
По итогам работы совхоза в 1957 году награждён вторым Орденом Ленина и по итогам Семилетки (1959—1965) — Орденом «Знак Почёта».
Потом — на пенсии в селе Новоселовке Тельмановского района Донецкой области. Дата смерти не установлена.

## Награды
- Герой Социалистического Труда (14.05.1949)
- два ордена Ленина (14.05.1949, 26.02.1958)
- ордена
- медали